# Darschawna Aeroplanna Rabotilniza

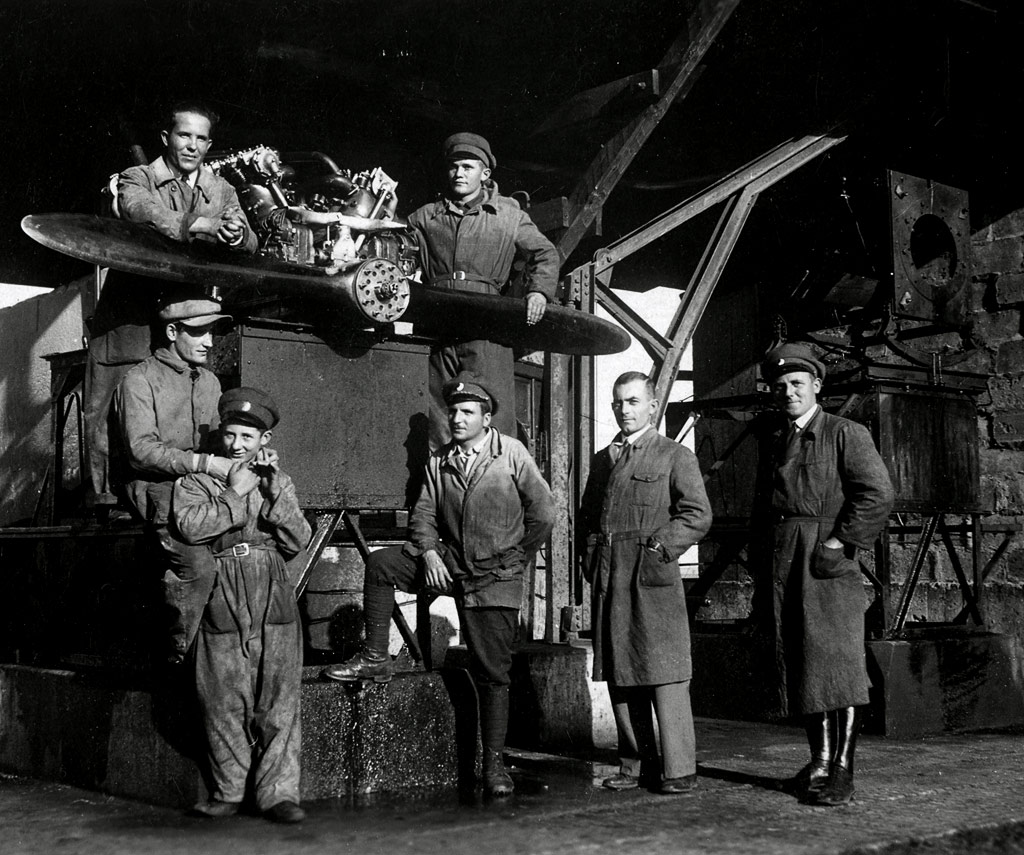
DAR-Werkstatt 1922

Mit Darschawna aeroplanna rabotilniza (DAR; ДАР; bulgarisch Държавната аеропланна работилница, deutsch Staatliche Flugzeug-Werkstatt) wird die staatliche bulgarische Flugzeugindustrie von 1922 bis 1945 bezeichnet.

## Geschichte

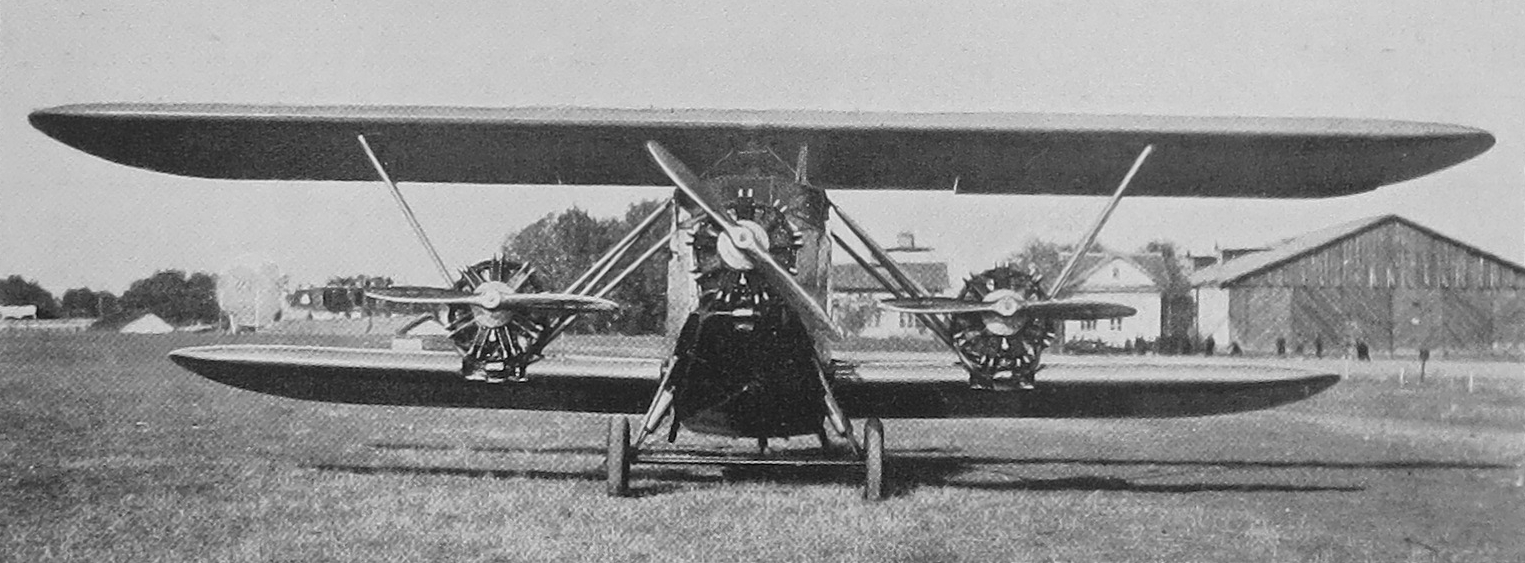
Das einzige Exemplar der DAR-4

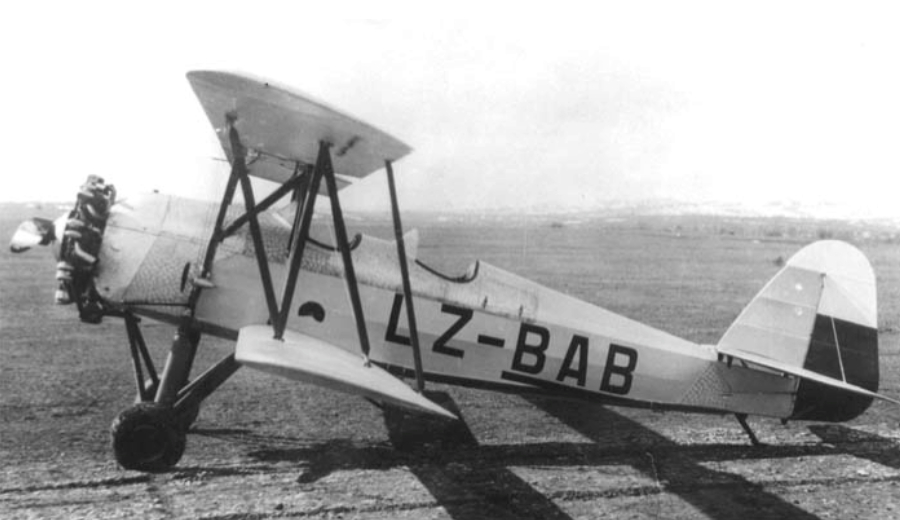
DAR-8A, 1938

Ähnlich wie im Deutschen Reich durch den Versailler Vertrag war das Flugwesen in Bulgarien nach dem Ersten Weltkrieg durch den Vertrag von Neuilly-sur-Seine stark eingeschränkt. Die Zivilluftfahrt war nur mit schwach motorisierten Flugzeugen erlaubt, die Militärluftfahrt gänzlich untersagt. Bulgarien hatte im Ersten Weltkrieg die von ihm eingesetzten Flugzeuge ausschließlich über verbündete Regierungen, hauptsächlich aus dem Deutschen Reich, bezogen. Eine eigene Luftfahrtindustrie existierte nicht. Lediglich auf dem Flugplatz Boschurischtsche (bulg. Божурище), zwanzig Kilometer westlich von Sofia gelegen, war eine Flugzeug-Reparaturwerkstatt errichtet worden. Dort entstanden von 1920 bis 1921 aus Teilen deutscher Flugzeuge, die auf Anordnung der alliierten Kontrollkommission zerstört worden waren, die ersten zwei in Bulgarien gebauten Flugzeuge.
Die eigentliche Geburtsstunde des bulgarischen Flugzeugbaus schlug am 1. April 1922 mit der Gründung der Abteilung Luftfahrt im Ministerium für Verbindungswege, Fernmelde- und Telegraphenwesen. Als Stützpunkt wurde die Werkstatt in Boschurischtsche ausgewählt. Am 15. Juli 1924 wurde die Abteilung zur Direktion Luftfahrt erweitert. Um den Flugzeugbau in Bulgarien trotz des Fehlens eigener Konstrukteure möglichst schnell voranzutreiben, verpflichtete die Regierung eine Gruppe deutscher Flugzeugbauer unter der Leitung von Hermann Winter. Diese Gruppe traf 1925 in Sofia ein. Ihr erster Flugzeugtyp war eine Kopie des deutschen Typs DFW C V als DAR Usunow U-1. Zwei Albatros C.III (als DAR-2) entstanden aus Teilen der zerstörten Flugzeuge. Die erste Eigenentwicklung der Gruppe war das Schulflugzeug DAR-1, von dem 1926 19 Stück gebaut und bis Anfang der 1940er-Jahre geflogen wurden. Der Aufklärer DAR-3, das erste Militärflugzeug von DAR, entstand 1929 und wurde noch im Zweiten Weltkrieg eingesetzt.
Im Jahre 1931 entwickelte die Winter-Gruppe mit dem dreimotorigen Transporter DAR-4 das erste mehrmotorige bulgarische Flugzeug, von dem jedoch nur ein Prototyp gebaut wurde. Bei den Konstruktionen wurde Winter von Anfang an von Zwetan Lazarow unterstützt. 1931 verließ Winter DAR und Lazarow übernahm seinen Platz. Ein weiterer Konstrukteur war Kiril Petkow. Es folgten einige weniger erfolgreiche Konstruktionen, von denen lediglich der von Lazarow konstruierte zweisitzige Bomber DAR-10F im Jahre 1941 in eine sehr begrenzte Produktion gegangen sein soll. Letztes Muster war ein Prototyp des Jagdflugzeug DAR-11. Nach dem Ende des Zweiten Weltkrieges wurde die DAR aufgelöst. Lazarow schuf wenig später das in 160 Exemplaren gebaute Schulflugzeug LAZ-7 für die bulgarischen Luftstreitkräfte, das jedoch in der neu errichteten Staatlichen Flugzeugfabrik (DSF) in Lowetsch gebaut wurde.

## Neugründung
Mit dem Ziel, Ultraleichtflugzeuge zu entwickeln und zu bauen, wurde 1996 in Sofia die private Firma DAR-Aircraft gegründet. Heute besteht das DAR-Team aus vier Diplom-Ingenieuren – Tony Iliew (geb. 1968), Wesselin Walkanow (geb. 1957), Georgi Dimantschew (geb. 1957), Oberst Swilen Iwanow (geb. 1949) und dem Dipl.-Tech. Valentin Angelow (geb. 1958). Das erste Projekt der jungen Firma war eine Replika der DAR-1 – eine um 15 % verkleinerte Kopie des legendären bulgarischen Flugzeuges DAR-1.

## Technische Daten
| Muster                 | Baujahr | Triebwerk                   | Leistung [kW/PS] | Spannw.[m] | Länge [m] | Leermasse [kg] | Startmasse [kg] | vmax [km/h] | vReise [km/h] | Gipfelhöhe [m] | Flugzeit [h:min] |
| ---------------------- | ------- | --------------------------- | ---------------- | ---------- | --------- | -------------- | --------------- | ----------- | ------------- | -------------- | ---------------- |
| DAR-U1 (DFW C V)       | 1926    | Benz Bz IV                  | 162/220          | 13,16      | 8,95      | 1155           | 1585            | 170         | 150           | 5000           | 5:30             |
| DAR-2 (Albatros C.III) | 1926    | Mercedes D III              | 118/160          | 11,37      | 8,33      | 945            | 1380            | 160         | 120           | 3600           | 5:30             |
| DAR-1                  | 1926    | Walter NZ-60                | 45/60            | 8,90       | 6,25      | 405            | 640             | 135         | –             | 3000           | 3:30             |
| DAR-1A                 | 1928    | Walter Vega                 | 63/85            | 8,90       | 6,35      | 409            | 660             | 150         | 120           | 3500           | 3                |
| DAR-3                  | 1930    | Lorraine-Dietrich 12        | 294/400          | 11,90      | 9,45      | 1440           | 1910            | 205         | –             | –              | –                |
| DAR-3                  | 1931    | Gnôme et Rhône Jupiter 9AKX | -/353            | 11,90      | 9,17      | 1440           | 1910            | 221         | 180           | 6500           | 3:50             |
| DAR-4                  | 1931    | 3 × Walter Mars             | 3 × 107/145      | 14,00      | 10,20     | 1330           | 2170            | 195         | 145           | 4500           | 4                |
| DAR-5                  | 1931    | Walter Titan                | 162              | 7,50       | 6,65      | 680            | 1050            | 180         | 160           | >6000          | 4:40             |
| DAR-7                  | 1930    | Gnôme et Rhône Jupiter VI   | -/353            | 8,80       | 7,00      | 795            | 1330            | 280         | –             | 8750           | –                |
| DAR-8                  | 1935    | Walter Major 4              | 95,6/130         | 9,47       | 7,05      | 525            | 814             | 178         | 160           | 4500           | –                |
| DAR-8                  | 1935    | Walter Mars                 | 106,6/145        | 9,12       | 6,56      | 535            | 824             | 190         | 160           | 6000           | –                |
| DAR-10                 | 1941    | Fiat A.74 RC38              | 715/960          | 12,65      | 9,83      | 2030           | 3420            | 454         | 285           | –              | –                |
| DAR-21 Vector          | 2000    | Hirth 2740                  | 36,5/50          | 8,42       | 5,75      | 246            | 450             | 180         | 115           | 3000           | –                |
| DAR-23 Accent          | 2001    | Rotax 503                   | 38/52            | 8,65       | 5,75      | 185            | 385             | 120         | 100           | 3000           | –                |

## Typen (chronologisch)
- Uzunow U-1, bulg. Узунов У-1 (DFW C.V): Schulflugzeug, nach einem 1925 abgestürzten Hauptmann benannt
- DAR-2: aus Teilen von zerstörten Albatros C.III entstanden
- DAR-1: Schulflugzeug, erste Eigenkonstruktion
- DAR-3: Aufklärungsflugzeug, auch als Garwan („Krähe“) bezeichnet (ähnlich der franz. Potez 25)
- DAR-4: Verkehrsflugzeug für vier Passagiere, nur ein Prototyp gebaut
- DAR-5: Übungsjagdflugzeug
- DAR Zdrawka: Segelflugzeug, zwei Stück gebaut
- DAR-6: Schulflugzeug
- DAR-7: Jagdflugzeug, nur Projekt
- DAR-8: Sport- und Schulflugzeug, zwölf Stück gebaut
- DAR-9: Lizenzbau der deutschen Fw 44 „Stieglitz“
- DAR-10: Sturzkampfflugzeug, Serienbau umstritten
- DAR-11 Ljastowitza (Schwalbe, Avia B.135): Jagdflugzeug, letzter bei der alten DAR gebauter Typ
- DAR-21 Vector, UL-Flugzeug, Kopie der Piper J-3 „Cub“.

## Galerie

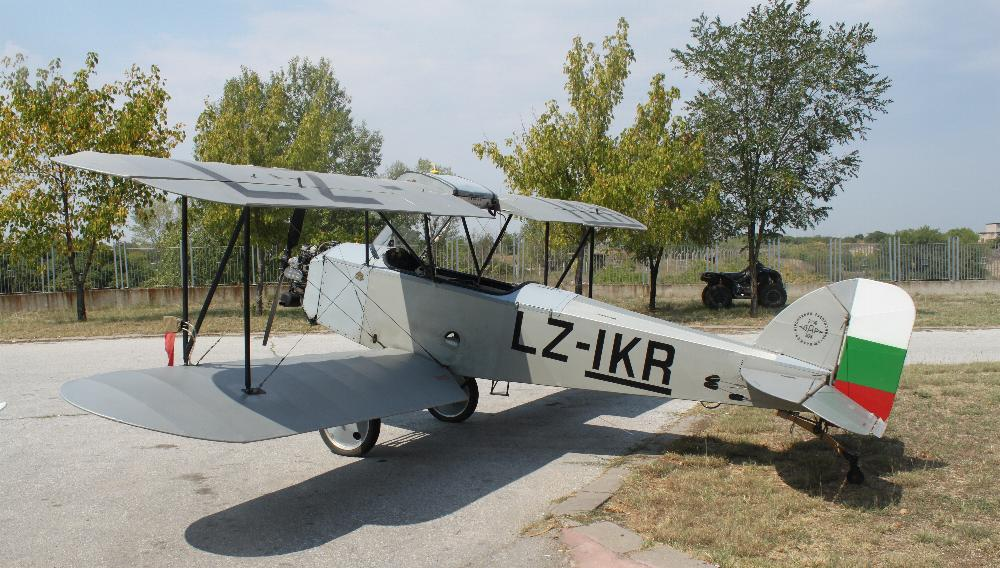
DAR-1-Nachbau, flugfähig
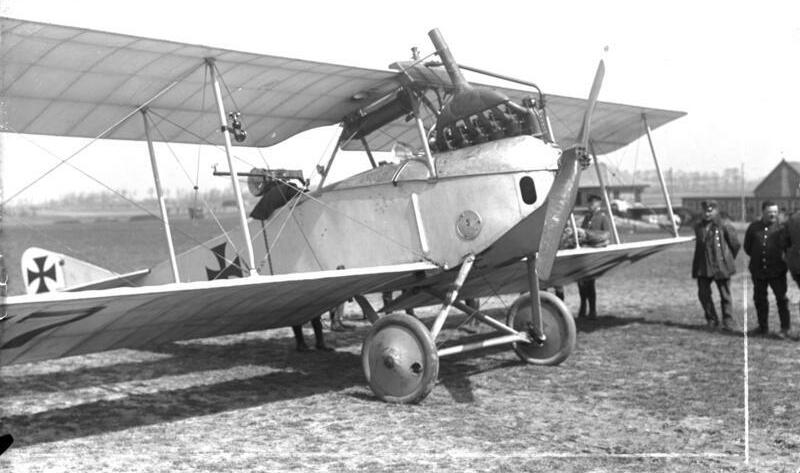
DAR-2, aus Albatros-C-III-Teilen gefertigt
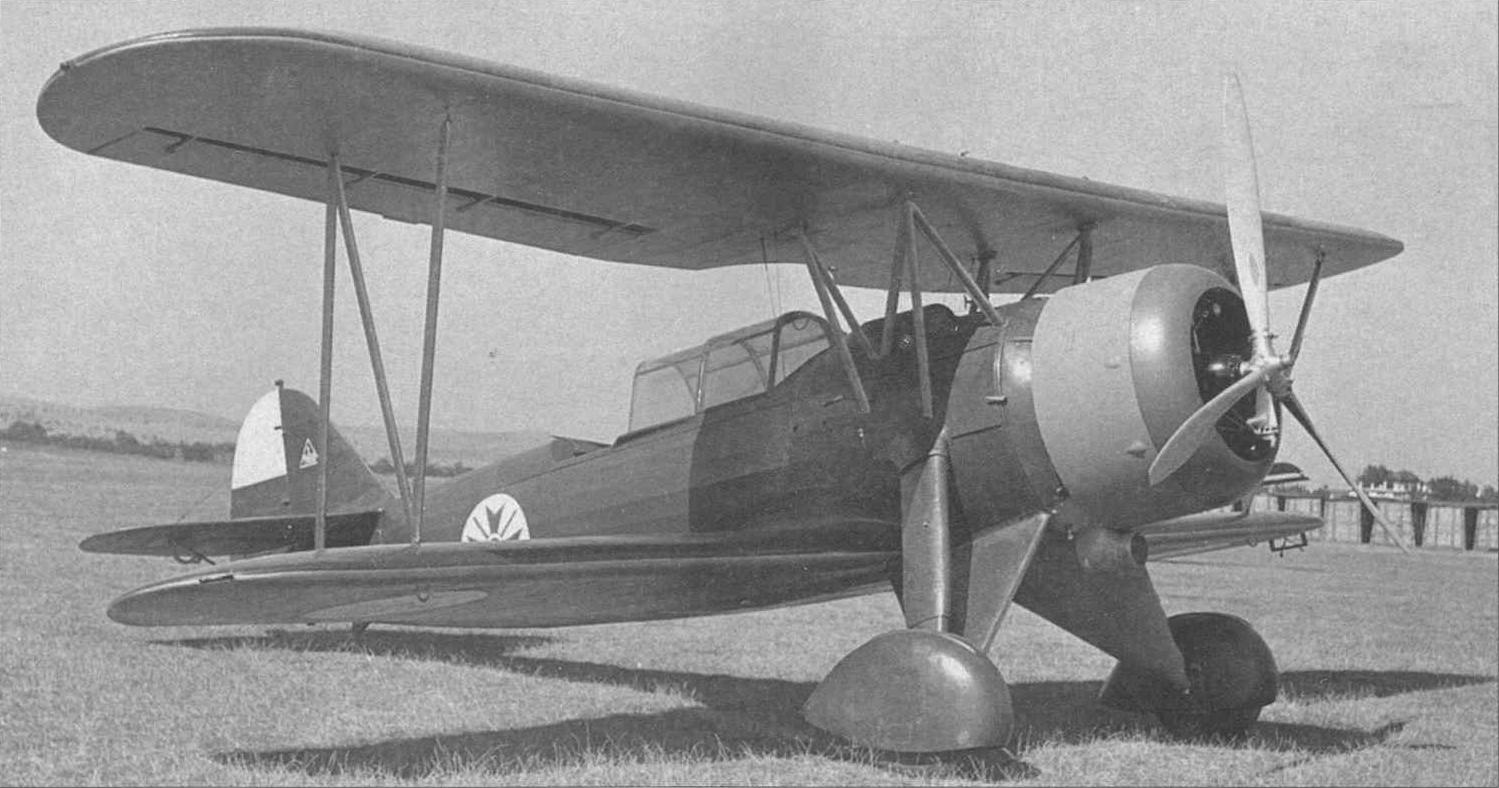
DAR-3 „Rabe“
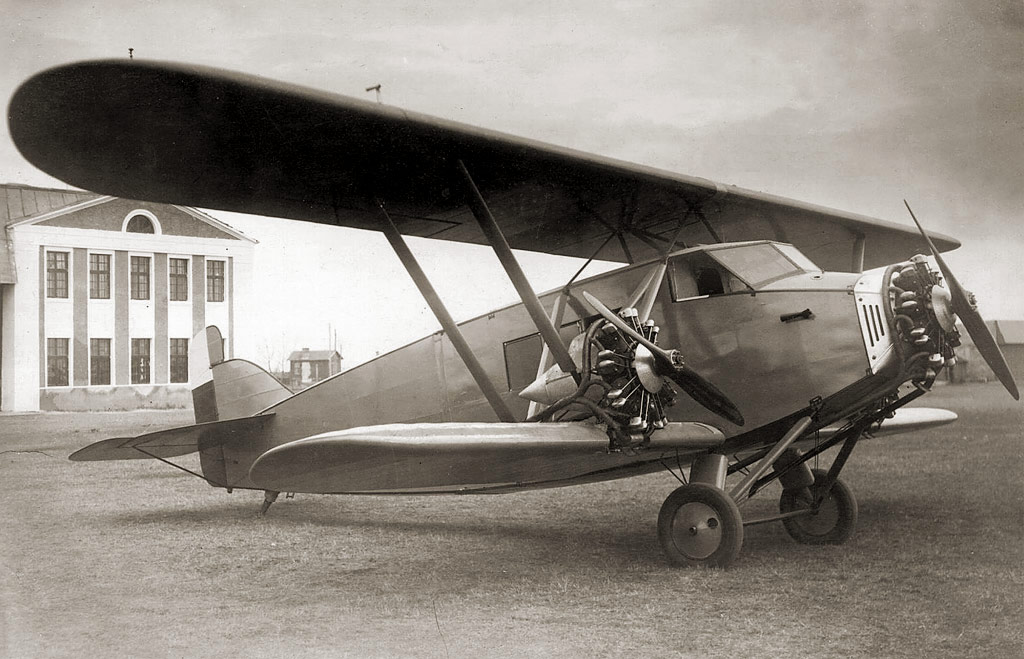
DAR-4, nur ein Stück gebaut
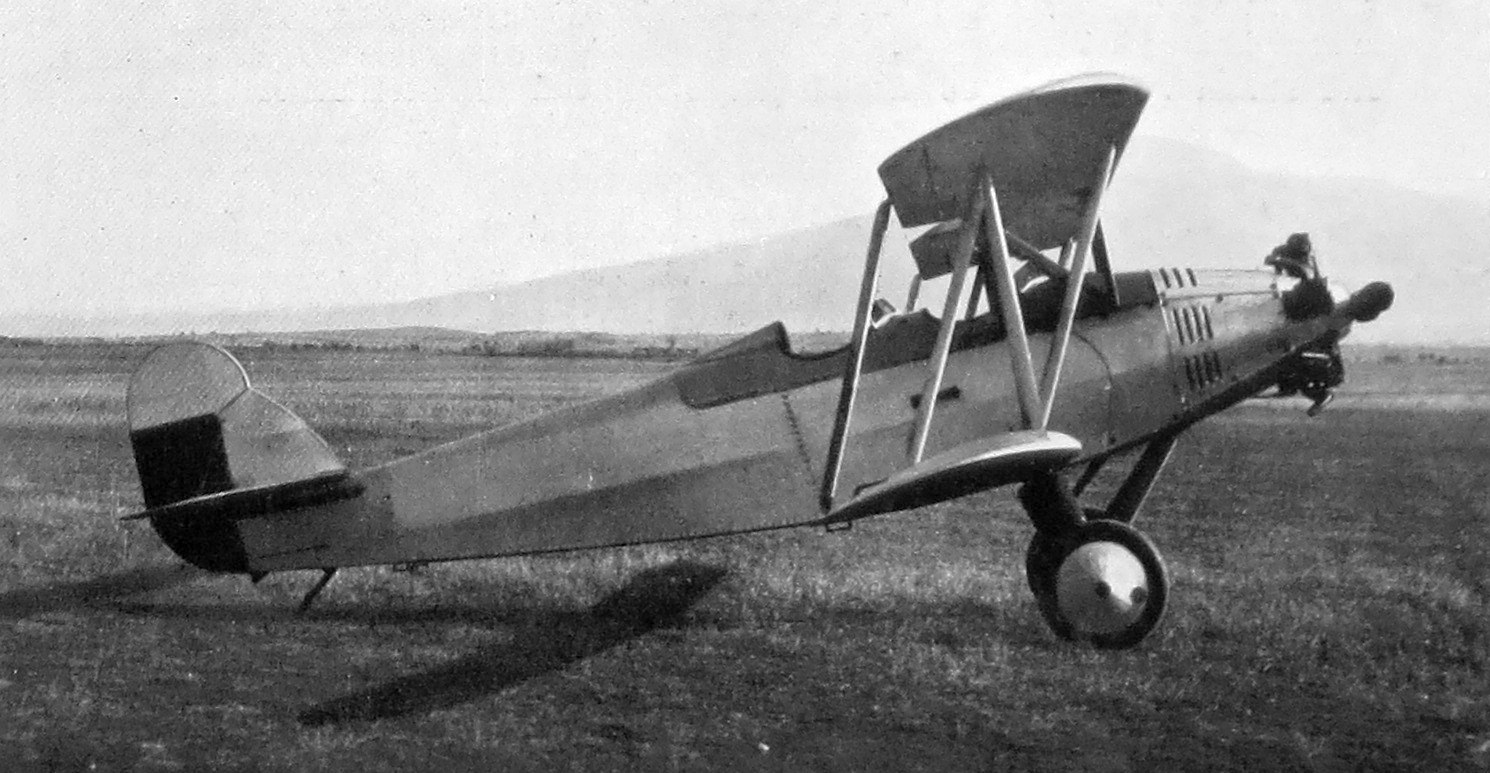
Schulflugzeug DAR-6
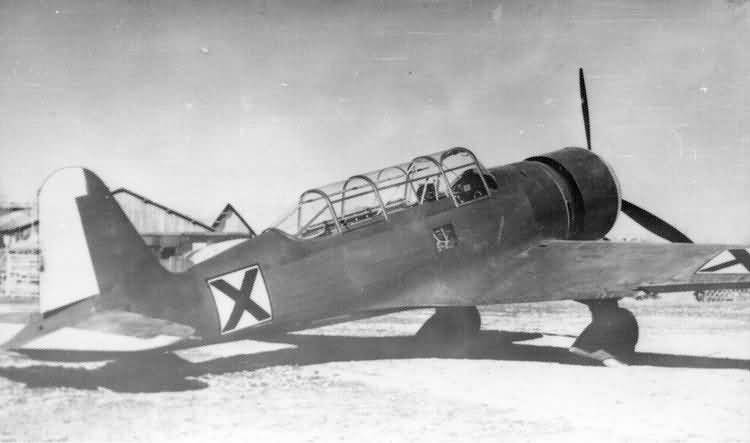
DAR-10, nicht gebaut, durch Stuka ersetzt